# Luciano Arriagada
Luciano Arriagada, né le 30 avril 2002 à Lota au Chili, est un footballeur international chilien. Il joue au poste d'attaquant à l'Audax Italiano.

## Biographie

### Colo-Colo
Né à Lota au Chili, Luciano Arriagada est formé par le club de Colo-Colo, qu'il rejoint à l'âge de 9 ans. Le 2 février 2020, il joue son premier match en professionnel face au CD Cobresal, en championnat. Il entre en jeu en cours de partie à la place de Leonardo Valencia, et son équipe s'incline par deux buts à un ce jour-là. Il inscrit son premier but en professionnel le 9 octobre 2020, face au Coquimbo Unido, en championnat. Entré en jeu en fin de rencontre, il marque dans le temps additionnel et permet à son équipe de faire match nul (2-2).
Alors qu'il commençait à se montrer avec l'équipe première, Arriagada n'est presque plus utilisé par son entraîneur Gustavo Quinteros en 2022, qui le laisse à disposition de l'équipe réserve, et un départ du jeune joueur de 20 ans est même envisagé.

### Athletico Paranaense
Le 2 janvier 2023, Luciano Arriagada rejoint le Brésil afin de s'engager en faveur de l'Athletico Paranaense. Il signe un contrat courant jusqu'en décembre 2025.

### Audax Italiano
Le 8 mars 2024, Luciano Arriagada fait son retour au Chili afin de s'engager en faveur de l'Audax Italiano sous la forme d'un prêt avec option d'achat.

### En sélection
Luciano Arriagada est retenu dans la liste du sélectionneur Martín Lasarte pour disputer la Copa América 2021 avec l'équipe nationale du Chili. Il déclare alors qu'il ne s'attendait pas du tout à cette première convocation et que c'est un rêve devenu réalité pour lui. Il honore sa première sélection lors de cette compétition, le 21 juin 2021, face à l'Uruguay. Il entre en jeu à la place de Ben Brereton et le match se termine sur un score de un partout. Avec cette apparition il devient le deuxième plus jeune joueur à disputer un match pour l'équipe nationale chilienne, à 19 ans et 62 jours, toujours devancé par le recordman Andrés Prieto qui avait fait ses débuts à 18 ans et 352 jours en 1947. Après cette rencontre il est félicité par son sélectionneur pour sa prestation où il a réussi à se procurer une occasion de but, bien qu'il n'a pas tromper le portier adverse, Fernando Muslera.